# Holyhell (альбом)
Holyhell — дебютный студийный альбом американской готик-пауэр-метал группы Holyhell, вышедший в 2009 году.

## Работа над альбомом
Альбом был записан на студиях Manowar Haus Wahnfried и Hell. На диск вошли три песни с вышедшего двумя годами ранее EP Apocalypse, каждая из которых была написана приглашенными авторами: Apocalypse и Last Vision — Джоуи Де Майо и Мануэль Старополи, Ressurection — Ерик Андерсон и Фредрик Олссон. По словам вокалистки группы Марии Бреон, главным отличием новых композиций и композиций с EP является то, что авторами большинства из них являются сами участники группы. Тем не менее, на альбом вошла песня Eclipse, написанная Де Майо и Дэвидом Файнштейном. Де Майо так же является соавтором композиции Wings Of Light.
Иллюстрации к альбому сделал художник Кен Келли.

## Отзывы
Маттиас Кламмер с Metal.de написал Holyhell положительную рецензию и поставил 7 баллов из 10. Он отметил, что от альбома не стоит ждать откровений, но тем не менее это удачный дебют, выдержанный в традициях жанра, который понравится поклонникам таких групп, как Within Temptation, Delain и Nightwish. Кламмер похвалил мастерство музыкантов, вокал Марии Бреон и заявил, что Holyhell — это успех Magic Circle Music и Джоуи Де Майо как продюсера. Рецензент австрийского сайта Stormbringer тоже высоко оценил альбом и поставил ему 4,5 балла из 5. В своем обзоре он заявил, что альбом оправдал все ожидания, а в некоторых случаях даже их превзошел.
Обозреватель сайта Metal Storm Джефф Маллет напротив дал альбому негативный отзыв и поставил 4 балла из 10 возможных. По его мнению, данный релиз — хороший пример проблем современной музыкальной индустрии. В своей рецензии он написал, что Holyhell был создан в спешке и исключительно чтобы заработать на поклонниках пауэр метала, которые отказываются слушать другую музыку и счастливы покупать любые пластинки в жанре. В заключении критик подытожил, что альбом был записан не самыми плохими музыкантами, но композиции на нём слишком слабые, а его выпуск был ошибкой.

## Список композиций
1. Wings Of Light (Паломо, Бреон, Де Майо) — (05:03)
2. Prophecy (Паломо, Бреон) — (04:54)
3. Revelations (Паломо, Бреон) — (05:47)
4. Eclipse (Фейнштейн, Де Майо) — (05:32)
5. The Fall (Паломо, Бреон) — (05:48)
6. Angel Of Darkness (Стамп, Бреон) — (06:26)
7. Holy Water (Стамп, Бреон) — (05:12)
8. Mephisto (Паломо) — (03:59)
9. Gates Of Hell (Стамп, Бреон) — (05:45)
10. Resurrection (Олссон, Андерссон) — (06:30)
11. Last Vision (Старополи, Де Майо) — (05:40)
12. Apocalypse (Старополи, Де Майо) — (04:05)
13. Armageddon (Паломо, Бреон) — (06:12)

## Участники записи
- Мария Бреон — вокал
- Джо Стамп — гитара
- Джей Ригни — бас-гитара
- Кенни Эрл Эдвардс — ударные
- Франциско Паломо — Клавишные